# Adolphe Grisel
Adolphe Jules Grisel (ur. 9 grudnia 1872 w Paryżu, zm. 13 grudnia 1942) – francuski lekkoatleta oraz gimnastyk, uczestnik igrzysk olimpijskich w 1896 Atenach.
Podczas igrzysk olimpijskich startował w konkurencjach lekkoatletycznych (biegi na 100 metrów i na 400 metrów (w obu odpadł w eliminacjach), skok w dal, rzut dyskiem) oraz w ćwiczeniach na poręczach. W żadnej z wymienionych konkurencji nie zdobył medalu, a jego wyniki nie są znane.
Grisel był zawodnikiem francuskich klubów: CP Asnières do roku 1894 oraz Racing Club de France od roku 1895.
Mistrz Francji w skoku w dal z roku 1896 (wynik: 6,23 m), srebrny medalista z lat 1893, 1895 i 1898 oraz brązowy z roku 1894 w tej samej konkurencji. Także srebrny medalista w biegu na 400 metrów przez płotki z roku 1895 (czas 1:03,2). Rekordzista Francji z roku 1895 w skoku w dal (6,01 m).